# Часовня (Люберецький міський округ)
Часо́вня (рос. Часовня) — присілок у складі Люберецького міського округу Московської області, Росія.

## Населення
Населення — 197 осіб (2010; 243 у 2002).
Національний склад (станом на 2002 рік):
- росіяни — 81 %